# Aegus listeri
Aegus listeri là một loài bọ cánh cứng trong họ Lucanidae. Loài này được Gahan mô tả khoa học năm 1888.